# Waterford (New York)
Waterford è un comune degli Stati Uniti d'America, situato nello stato di New York, nella contea di Saratoga.